# O.S.S. (Fernsehserie)
O.S.S. ist eine britisch/US-amerikanische Fernsehserie von 1957/58, die im Zweiten Weltkrieg spielt und die Tätigkeit des Office of Strategic Services (O.S.S.) in Europa thematisiert. Sie wurde in Großbritannien vom 14. September 1957 bis zum 9. März 1958 durch ITV ausgestrahlt und leicht zeitversetzt in den USA durch ATV. Gaststars waren u. a. Lois Maxwell, Christopher Lee und Roger Delgado. Obwohl die Serie hauptsächlich im besetzten Frankreich spielt, wurde sie dort nicht synchronisiert. In den Hauptrollen waren Ron Randell als 
Captain Frank Hawthorn, Lionel Murton als The Chief und Robert Gallico als Sergeant O’Brien zu sehen.

## Handlung
Während des Zweiten Weltkriegs ist Captain Frank Hawthorne Agent des US-amerikanischen Nachrichtendienstes Office of Strategic Services (O.S.S.), der dem Kriegsministerium untersteht. Von Großbritannien aus operiert Hawthorne im von der deutschen Wehrmacht besetzten Frankreich, wo er zusammen mit Sergeant O’Brien Widerstandsgruppen gegen die deutsche Herrschaft unterstützt.

## Produktionsnotizen
Die Innenaufnahmen wurden in den Elstree Studios, die Außenaufnahmen in England und Frankreich gedreht. An der Produktion war auch William Eliscu beteiligt, der im Zweiten Weltkrieg mit OSS-Chef William J. Donovan zusammen gearbeitet hatte. Das Intro aus dem Off im Trailer suggerierte die Authentizität der dargestellten Spielhandlung: 
Stories straight from the annals of one of America’s most effective wartime intelligent services .....the O.S.S.

## Episodenliste
1. Operation Fracture
2. Operation Tulip
3. Operation Powder Puff
4. Operation Death Trap
5. Operation Orange Blossom
6. Operation Pay Day
7. Operation Foul Ball
8. Operation Blue Eyes
9. Operation Flint Axe
10. Operation Sweet Talk
11. Operation Big House
12. Operation Love Bird
13. Operation Pigeon Hole
14. Operation Yo-yo
15. Operation Yodel
16. Operation Sardine
17. Operation Firefly
18. Operation Eel
19. Operation Barbecue
20. Operation Blackbird
21. Operation Post Office
22. Operation Newsboy
23. Operation Chopping Block
24. Operation Dagger Operation Buried Alive
25.Operation Meatball
26. Operation Jingle Bells

## Überlieferung
Ob die Serie materiell noch vorhanden ist, ist unklar. Sie wurde bis in die Gegenwart (2018) weder auf VHS noch DVD ediert.